# Trollforsen (film)
Trollforsen (originaltitel Trollfossen) är en norsk svartvit dramafilm från 1948 i regi av Alf Scott-Hansen. I de ledande rollerna ses Ola Isene, Wenche Foss och Knut Wigert.

## Handling
Generaldirektör Strøm vill skapa stordrift av vattenkraft men stöter på motstånd från arbetarna. Han vill också att hans fru Sylvia ska offra sin pianotalang för hans sak.

## Rollista
- Ola Isene – Strøm, generaldirektören
- Wenche Foss – Sylvia
- Knut Wigert – Borg, ingenjör
- Thorleif Reiss – Kavli, kontorschef
- Marit Halset – Arneberg
- Henrik Børseth – Ola Vetti
- Fridtjof Mjøen – Hallberg, bankchef
- Børseth Rasmussen – Per Skaret
- Folkmann Schaanning
- Joachim Holst-Jensen	 – Vang, Sylvias far
- Carl Struve	– Melsom, styrelsemedlem
- Harald Schwenzen – Førre, styrelsemedlem
- Einar Vaage – Enevold, styrelsemedlem
- Eugen Skjønberg – representanten för den utländska koncernen
- Ingolf Rogde – länsmannen
- Leif Enger – chauffören
- Wenche Klouman – sjuksyster
- Sonja Mjøen – en sekreterare
- Erna Schøyen – värdinnan
- Oscar Amundsen
- Per Skavlan
- Henki Kolstad

## Om filmen
Trollforsen är Alf Scott-Hansens andra och sista filmregi efter debuten med Rikard Nordraak 1945. Han skrev också filmens manus tillsammans med Finn Bø och Sigurd Hoel, med konsultation av Elinor Borg Guhnfeldt. Filmen producerades av bolaget Nordlys Film A/S med Agnar Hølaas och Ragnhild Gjerdrum som produktionsledare. Den fotades av Per Gunnar Jonson och klipptes av Reidar Lund och Olav Engebretsen. Premiären ägde rum den 29 mars 1948 i Norge.